# بلدية فاركافا
بلدية فاركافا هي بلدية في لاتفيا، بلغ عدد سكانها 1,931  نسمة وذلك حسب إحصائيات سنة 2017.

## التقسيمات الإدارية
- Rožkalni Parish [الإنجليزية]‏.